# Pokémon – Filmen
Pokémon – Filmen – Mewtwo slår tillbaka, vanligtvis kallad endast Pokémon – Filmen, är en japansk animerad långfilm från 1999, och är baserad dels på TV-spelet, dels på TV-serien Pokémon. Den är regisserad av Michael Haigney och Kunihiko Yuyama.

## Handling
Pokémon-tränaren Ash Ketchum och hans vänner Misty och Brock är på sin Pokémonresa när de blir inbjudna till att få möta den största Pokémontränaren av alla. Samtidigt så har en klonad Pokémon vid namn Mewtwo bestämt sig för att hämnas på alla människor, genom att utrota dem. 

## Om filmen
I och med att filmen kom ut samtidigt som Pokémon-febern härjade runt om i världen blev filmen en storsuccé på bio. I USA tjänade den in mer än vad Disney-klassikern Lejonkungen gjorde under sin premiärhelg 1994. 
I den japanska originalversionen komponerades musiken av Shinji Miyazaki, medan den internationella versionen fick ett nytt ljudspår av Ralph Schuckett och John Loeffler. Förutom en skiva med den instrumentala musiken släpptes också albumet Pokémon: The First Movie med Pokémon-relaterade poplåtar skrivna av diverse artister, såsom M2M, Christina Aguilera, N'SYNC, Britney Spears, Sublime, Blessid Union Of Souls, och Midnight Sons m.fl. I Sverige kom den upp på 14:e plats på albumlistan och i både USA och Australien sålde den dubbel platina.

## Röster (i urval)
| Karaktär        | Japansk originalröst | Engelsk röst       | Svensk röst     |
| --------------- | -------------------- | ------------------ | --------------- |
| Ash Ketchum     | Rica Matsumoto       | Veronica Taylor    | Dick Eriksson   |
| Pikachu         | Ikue Ōtani           | Ikue Ōtani         | Ikue Ōtani      |
| Brock           | Yūji Ueda            | Eric Stuart        | Mattias Knave   |
| Misty           | Mayumi Iizuka        | Rachael Lillis     | Anna Book       |
| Mewtwo          | Masachika Ichimura   | Phillip Bartlett   | Stephan Karlsén |
| Giovanni        | Hirotaka Suzuoki     | Ed Paul            | Johan Hedenberg |
| Jessie          | Megumi Hayashibara   | Rachael Lillis     | Annelie Berg    |
| James           | Shin-ichiro Miki     | Eric Stuart        | Andreas Nilsson |
| Meowth          | Inuko Inuyama        | Maddie Blaustein   | Linus Wahlgren  |
| Syster Joy      | Ayako Shiraishi      | Megan Hollingshead | Maria Rydberg   |
| Konstapel Jenny | Chinami Nishimura    | Lee Quick          | Annika Rynger   |
| Berättarröst    | Unshō Ishizuka       | Ken Gates          | Hans Wahlgren   |